# Мереживо долі (телесеріал)
«Мереживо долі»  (рос. «Нити судьбы») — український російськомовний телесеріал 2016 року виробництва телеканалу «Інтер». Повторні покази транслювалися з повним українським дубляжем на телеканалі «К1» та з українським багатоголосим закадровим озвученням на телеканалі «FilmUADrama».

## Сюжет
Це історія про двох сестер розлучених у дитинстві. Старша росла у багатстві і благополуччі, а молодша у злиднях і позбавлена багатьох необхідних елементів нормального існування. Коли життя зводить їх знову, вони поступово впізнають одна одну.

## У ролях
- Кирило Жандаров — Дмитро, батько головних героїнь
- Міла Сивацька — доросла Ольга (Саша)
- Євгенія Розанова — доросла Катя
- Денис Васильєв — Вадим, друг Катерини
- Ганна Адамович — доросла Ліза
- Олег Гаас — Іван, коханий Ольги (Саші)
- Поліна Носихіна — Катерина в підлітковому віці
- Христина Мельниченко — Ліза в дитинстві
- Борис Георгієвський — поліцейський
- Олеся Жураківська — Зоя
- Віктор Сарайкін — Коля
- Федір Гуринець — Шпала, друг Вадима
- Ольга Сумська — тітка Вероніка
- В'ячеслав Хостікоєв — Пилип, син Вероніки, двоюрідний брат головних героїнь
- Ніна Касторф — Антоніна Сергіївна, бабуся Івана
- Оксана Жданова — Ася, сестра Івана
- Дмитро Сова
- Роман Лях — англієць Ендрю, партнер Вадима
- Олександр Катунін — лікар
- Валерій Афанасьєв — магнат Полтавський, дідусь двох головних героїнь

## Музика
Головним саундтреком серіалу стала пісня «Сьогодні» одеського гурту «Flëur».

## Цікаві факти
- Точна країна проживання героїв не вказується, в одній з серій Катерина, знаходячись у вигаданому місті Краснохолмську, каже сестрі Саші, що їхній дідусь живе в Покровську. Також герої переважно спілкуються російською, а англієць Ендрю (другорядний персонаж, партнер Вадима, друга головної героїні Катерини) на питання, звідки він знає цю мову, відповідає, що це була рідна мова його матері.
- За сюжетом події відбуваються в Росії, хоча більшість акторів — українці та зйомки проходили в Києві[1].